# هال (لاعب كريكت)
هال (1770 بإنجلترا في المملكة المتحدة - ) (بالإنجليزية: Hall)‏ هو لاعب كريكت بريطاني. لعب مع نادي مارليبون للكريكت ‏.